# 傑佛遜鎮區 (密蘇里州門羅縣)
傑佛遜鎮區（英語：Jefferson Township）是位於美國密蘇里州門羅縣的一個行政鎮區。

## 地方資料
傑佛遜鎮區的面積為225.56平方千米，當中陸地面積為180.50平方千米，而水域面積為45.06平方千米。根據2020年美國人口普查的數據，當地共有人口482人，而人口密度為每平方千米2.14人。